# Doraemon: Nobita no shin makai daibōken DS
Doraemon: Nobita no shin makai daibōken DS (ドラえもん のび太の新魔界大冒険 DS?, Doraemon - Nobita no shin makai daibōken DS) è un videogioco di carte pubblicato esclusivamente in Giappone dalla SEGA per Nintendo DS nel 2007. È ispirato al celebre manga Doraemon di Fujiko F. Fujio.
È il primo videogioco di Doraemon a sfruttare il sistema Nintendo Wi-Fi Connection per permettere a due o più giocatori di giocare fra loro online.

## Accoglienza
Doraemon: Nobita no shin makai daibōken DS ha ottenuto un punteggio di 31/40 dalla rivista Famitsū, basato sulla somma dei punteggi (da 0 a 10) dati al gioco da quattro recensori della rivista.